# Gagrella reunionis
Gagrella reunionis is een hooiwagen uit de familie Sclerosomatidae.